# 니시후역
니시후역(일본어: 西府駅, にしふえき)은 일본 도쿄도 후추시에 있는 동일본 여객철도(JR 동일본) 난부 선의 철도역이다.

## 역 구조
- 상대식 승강장 2면 2선의 지상역. 교상 역사를 가진다.

### 타는 곳
| 1 | ■ 난부 선 | 부바이가와라, 후추혼마치, 노보리토, 가와사키 방면 |
| 2 | ■ 난부 선 | 다치카와 방면                                     |

## 이용 상황
2008년도(개업부터 18일간)의 1일 평균 승차 인원은 6,387명이었다.

## 역사
- 1929년 12월 11일 - 난부 철도 부바이가와라역 - 다치카와역 간이 개통. 부바이가와라 역 - 야호역 간에 혼주쿠 정류소(가와사키 기점 29.8 km, 일본어: 本宿停留所, ほんじゅくていりゅうじょ)와 니시후 정류소(가와사키 기점 30.7 km, 일본어: 西府停留所, にしふていりゅうじょ)가 있었다.
- 1944년 4월 1일 - 난부 철도가 국유화되며 일본국유철도 난부 선이 된다. 상기의 2 정류소가 폐지된다.
- 1987년 4월 1일 - 국철 분할 민영화에 의해 일본국유철도 난부 선은 JR 동일본의 노선이 된다.
- 2009년 3월 14일 - JR 동일본 난부 선 부바이가와라 역 - 야호 역 간에 개업.

### 개업을 향해서
니시후 지구에 역을 설치하는 계획은 태평양 전쟁 이후부터 있었지만 일본국유철도 시대는 전혀 구체화한 움직임이 없었다. 그러나 국철 분할 민영화의 무렵부터 역 설치의 구체화의 흐름이 일어났다.
- 1997년 4월 - JR 동일본이 니시후 토지구획정리 조합준비회에 대해 신역 설치의 조건을 내보인다.
- 2004년 3월 - JR 동일본, 후추시, 니시후 토지구획정리 조합의 3자에 의해 신역 설치에 관하는 각서가 체결된다.
- 2005년
  - 6월 - 국토교통성이 신역 설치를 허가한다.
  - 7월 13일 - 3자에 의해 신역 설치에 관하는 각서가 다시 체결된다. JR 동일본이 신역 설치를 발표한다.
  - 12월 - 3자가 신역 설치에 관하는 상세 설계의 협정을 체결한다.
- 2007년 2월 2일 - JR 동일본 하치오지 지사는 역의 명칭을 니시후역으로 결정했다고 발표한다.
- 2008년 12월 19일 - JR 동일본은 니시후 역을 2009년 3월 14일에 개업한다고 발표한다. 같은 날에 오프닝 세레모니를 실시하는 것을 결정된다.
- 2009년 3월 14일 - 개업

## 인접한 역
| 동일본 여객철도 난부 선          | 동일본 여객철도 난부 선 | 동일본 여객철도 난부 선  |
| -------------------------------- | ----------------------- | ------------------------ |
| JN 21 부바이가와라 가와사키 방면 | 난부 선                 | JN 23 야호 다치카와 방면 |